# فاطمه الشریف

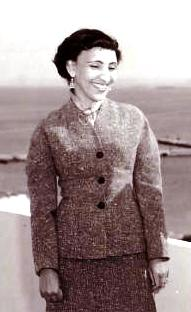
ملکه فاطیما، پادشاه لیبی، در دهه ۱۹۵۰ میلادی.

فاطمه شریف (عربی: فاطمة الشریف) (۲ آوریل ۱۹۱۱ – ۳ اکتبر ۲۰۰۹) (۱۲ فروردین ۱۲۹۰ تا ۱۱ مهر ۱۳۸۸) که پس از ازدواج با ملک ادریس سنوسی، فاطمه السنوسی شناخته شد و از ۱۹۵۱ تا ۱۹۶۹ (۱۳۳۰ تا ۱۳۴۸) ملکه لیبی بود.

## کودکی
فاطمه در ۱۹۱۱ (۱۲۹۰) در سیرنایکای ایتالیایی (مستعمره اولیه ایتالیا در شمال لیبی و کنار طرابلس) به دنیا آمد. او پنجمین دختر احمد شریف السنوسی، سومین رهبر طریقت سنوسی بود. پدرش در برابر نیروهای استعمارگر مقاومت می‌کرد. مادرش خدیجه، همسر دوم احمد شریف، دختر ژنرال احمد الریفی بود که در ۳ سپتامبر ۱۹۱۱ در کُفرا درگذشت. احمد الرفی یکی از بزرگان برجسته طریقت سنوسی و آخرین بازمانده از یاران سنوسی کبیر به‌شمار می‌رفت.
فاطمه در ۱۹۲۹ (۱۳۰۸)، مجبور شد از دست مارشال رودولفو گرازیانی، از فرماندهان اصلی موسولینی در شمال آفریقا، سوار بر شتر به مصر فرار کند.
فاطمه در ۱۹۳۱ (۱۳۰۹)، با پسر عموی خود ادریس از لیبی، امیر آن زمان سیرنایکا و جانشین پدرش در سیوه ازدواج کرد. تنها پسر آنها در ۱۹۵۳ (۱۳۳۲) یک روز پس از تولد درگذشت.

## دوران ملکه بودن
با به تخت نشستن ادریس به‌عنوان ملک لیبی در سال ۱۹۵۱ (۱۳۳۰)، فاطمه ملکه شد. در ۱۹۵۴ (۱۳۳۳)، برادرزاده‌اش ابراهیم الشلحی، مشاور ادریس را به قتل رساند، زیرا شایعه شده بود که مشاور، پادشاه را متقاعد کرده تا از فاطمه جدا شود و با دختر خودش ازدواج کند. ادریس دستور اعدام برادرزاده فاطمه را صادر کرد. صلاح بوصیر، که بعدها وزیر خارجه لیبی شد، از الیزابت دوم خواست تا ادریس را از این اعدام منصرف کند، اما موفق نشد.
وقتی پادشاه تصمیم گرفت به‌خاطر داشتن وارث ازدواج کند، فاطمه دو زن را برای ازدواج معرفی کرد، اما ادریس هیچ‌کدام را انتخاب نکرد و در سال ۱۹۵۵ با عالیه عبدالقادر الملوم، زنی مصری که نخست‌وزیرش معرفی کرده بود، ازدواج کرد. با این حال، چون ادریس فاطمه را طلاق نداده بود، او حاضر نشد کاخ سلطنتی در طبرق را ترک کند. چند ماه بعد، او و ادریس آشتی کردند.
رابطه بین ملکه فاطمه و شاه ادریس را رابطه‌ای شاد و صمیمی توصیف کرده‌اند. آن‌ها سرپرستی چندین کودک از اقوام خود را برعهده گرفتند و همچنین سلیمه، دختری الجزایری که پدرش در جنگ استقلال الجزایر کشته شده بود، را به فرزندی پذیرفتند. فاطمه زنی شوخ‌طبع، باهوش و سیاستمدار توصیف شده که توانایی آرام کردن دیگران، به‌ویژه کودکان را داشت و همواره از ادریس حمایت می‌کرد.
ملکه فاطمه الگوی زنان لیبی بود. در سال ۱۹۵۴، روزنامه‌نگار نل اسلیس با او در کاخ خصوصی‌اش در بنغازی مصاحبه کرد. او فاطمه را زنی شیک‌پوش و باوقار توصیف کرد که لباس‌های مدرن کریستین دیور می‌پوشید. با این حال، چون انگلیسی کمی می‌فهمید، سلمه دجانی، ندیمه‌اش، صحبت‌های او را ترجمه می‌کرد.
در جوانی، فاطمه برخلاف بیشتر زنان لیبی، زندگی منزوی نداشت و می‌توانست با مردان معاشرت کند و حتی با لباس ورزشی کوتاه تنیس بازی کند، اما بعد از ملکه شدن، مجبور شد مانند ۹۹ درصد زنان لیبی در انزوا زندگی کند. در سفرهای خارجی، سبک زندگی او تغییر می‌کرد و مانند زنان غربی لباس می‌پوشید و از تماشای نمایش‌های مد در پاریس یا بازدید از سالن‌های نمایش مانند فولی برژر لذت می‌برد.
فاطمه باور داشت که زنان لیبی در آینده به آزادی بیشتری دست خواهند یافت. او گفت:
"دختران لیبی به‌شدت مشتاق یادگیری و کسب آزادی هستند، اما این روند، آهسته و تدریجی خواهد بود."

## پس از کودتا و پایان سلطنت
هنگام کودتای معمر قذافی در ۱۹۶۹ (۱۳۴۸)، فاطمه همراه همسرش برای درمان در ترکیه بود. با کمک دولت ترکیه، از شهر بورسا به کانمنا یورا در یونان رفتند. در ۱۳ سپتامبر (۲۲ شهریور)، او به دوست خانوادگی‌شان اریک آرمور والی دو کندول نوشت:
"وقتی کودتا شد، من و همسرم تنها بودیم و هیچ پولی نداشتیم. تا زمانی که دولت ترکیه به کمک ما آمد، هزینه هتل را پرداخت کرد و سفر ما به یونان را ترتیب داد."
در ۲۶ اکتبر (۴ آبان) دوباره به او نوشت:
"اینجا هوا سرد است و به‌زودی رمضان آغاز می‌شود، اما در هیچ کشور اروپایی نمی‌توانیم روزه بگیریم. این خواست خداست و شاید به نفع همه باشد. جمعه آینده به اسکندریه سفر می‌کنیم و همان روز به قاهره می‌رسیم."
فاطمه از ۳ نوامبر ۱۹۶۹ (۱۲ آبان/عقرب ۱۳۴۸) تا زمان مرگش در قاهره زندگی کرد. در نوامبر ۱۹۷۱ (عقرب ۱۳۵۰)، دادگاه مردمی لیبی او را به‌صورت غیابی به پنج سال زندان و مصادره اموالش محکوم کرد. خانه‌اش در طرابلس در سال ۲۰۰۷ (۱۳۸۶) به او بازگردانده شد.
همسر فاطمه، احمد شریف در ۱۹۸۳ (۱۳۶۲) درگذشت. فاطمه شریف در ۳ اکتبر ۲۰۰۹ (۱۱ مهر/میزان ۱۳۸۸) در قاهره در ۹۸ سالگی درگذشت. پیکرش به عربستان سعودی منتقل شد تا در قبرستان بقیع در مدینه، کنار همسر و پدرش دفن شود. اما عربستان به خانواده‌اش اجازه دفن او در بقیع را نداد. سرانجام، در ۷ اکتبر، پس از نماز جنازه در مسجدالنبی، پیکرش در قبرستان حمزه، نزدیک کوه احد در مدینه به خاک سپرده شد.